# 色曲 (澜沧江)
色曲又名金河，位于中华人民共和国西藏自治区东北部的一条河流，是瀾滄江右岸支流。源流称措拱洞曲，发源于昌都市丁青县丁青镇则绒格西北，向东南流入布托错青，自湖南缘流出后折向东流，左纳脚曲后又称布曲，继续向东进入类乌齐县，左纳热曲后转东南流，此后干流又称紫曲（藏語：འཛི་ཆུ），经类乌齐县岗色乡、类乌齐镇、县城桑多镇、宾达乡后进入昌都市卡若区西南部，进卡若区后干流也称若曲，继续东南流，经察雅县吉塘镇，最后于卡贡乡东南汇入澜沧江。河长301千米，流域面积6493平方千米，落差1805米。